# ZIL-131
ZIL-131 es un camión soviético/ruso multipropósito, diseñado en la Unión Soviética, fue producido por la Fábrica de Automobiles Likhacheva (ZIL) de Moscú a partir de 1967. Durante la guerra fría gran parte de su producción se destinó para fines militares. Es muy popular en los antiguos países del bloque socialista.

## Historia

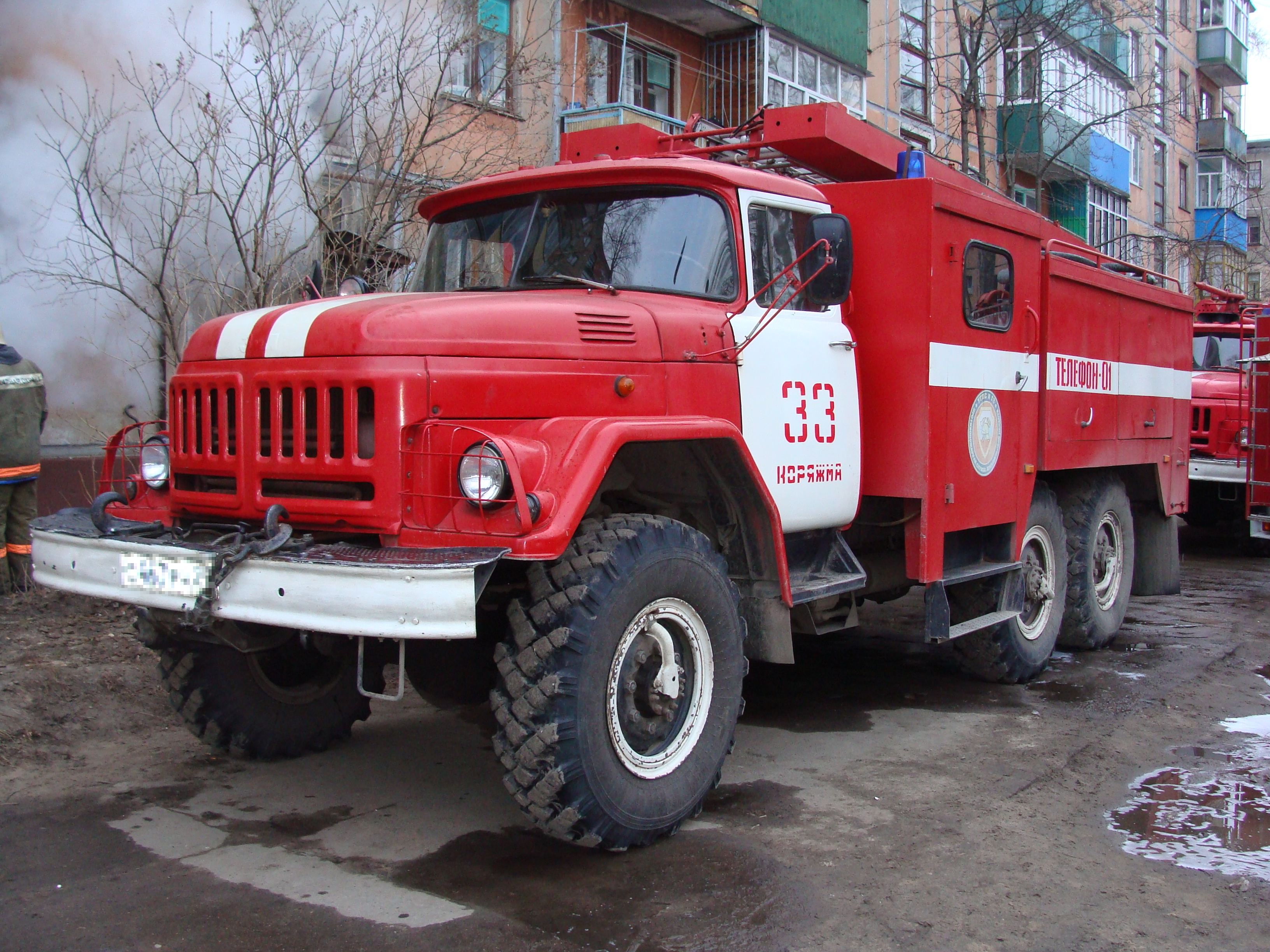
Un camión de bomberos AC-3,0-40 (131) M9-AR-01 en el chasis de un ZIL-131, producción de "Pozhtekhnika-Pomerania", Arcángel

El ZIL-131 fue producido desde el año de 1967 hasta 1986, cuando apareció su variación más actualizada, el ZIL-131N. Esta versión disponía de un motor a carburador y diferentes variantes montaban en vez de éste otros motores de tipo diésel (ZIL-131N1 y 131N2).
A partir del diseño del ZIL-131 (con cabrestante y sin el), hubo diferentes versiones, todas ellas básicas:
- ZIL-131А Vehículo con sistema eléctrico, no hermético, a partir de 1986 se produjo como ZIL-131NA,[3]
- Camión de bomberos AC-3,0-40 (131) M9-AR-01 en el chasis del ZIL-131,  producción de "Pozhtekhnika-Pomerania", Arcángel[3]
- Camiones con remolque ZIL-131V y ZIL-131NV - desarrollados en 1986.[3]

Las variantes ZIL-131S, ZIL-131NS, ZIL-131AS, ZIL-131NAS y ZIL-131NVS, fueron creadas especialmente para climas fríos. Además, una gran cantidad de la producción tiene el chasis para el montaje de equipos especiales diversos, tales como: Abastecedores de combustible ATZ-131-3,4-131, DTA-4,4-131, DTA-4-131, camión contenedor MH-131 cisterna AC-4,0-131, AC-4,3-131 y otros.
En 1994 la producción del ZIL-131N en la planta de la ZiL en Moscú fue concluida, ya que la salida del más sofisticado ZIL-4334 hizo ceder sus líneas a este último, pero en la fábrica automotriz de los Urales su producción se continuó hasta el año 2002, el mismo en que fue reemplazado por el ZIL-433420.
Luego de ese año la fábrica de los Urales dio como resultado una producción análoga; el ZIL-131N marcado con la denominación AMUR-521320, una versión altamente modificada que montaba un motor diésel además del chasis para una serie de equipamientos especiales (tales como carrocerías para camiones de bomberos, grúas entre otros) se sigue produciendo actualmente en dicha planta, reteniendo únicamente del ZiL-131 inicial su carrocería de cabina original y el bastidor sobre el que se monta esta y sus diferentes mecanismos.

## Características
- Capacidad de asientos (cabina): 3
- Carga útil: 5000 kg más remolque 5000 kg (en carretera), o 3500 kg más remolque 4000 kg fuera de carretera.
- Motor: V8 de gasolina (carburador)

- Relación de compresión: 6,5:1.
- Cilindrada: 6960 cc
- Velocidad máxima: 80 km/h
- Distancia de frenado (a 35 km/h): 12 m
- Suspensión: Ejes sólidos con ballestas.
- Maniobrabilidad de giro: 10 m
- Neumáticos: 305R20
- Presión de los Neumáticos: 0,5 a 4,2 bar (controlada).

- Capacidad de tanque de combustible: 2x170 litros
- Gradiente: 5 m.

## Variantes
- ZIL-131N
- ZIL-131А
- ZIL-131NA

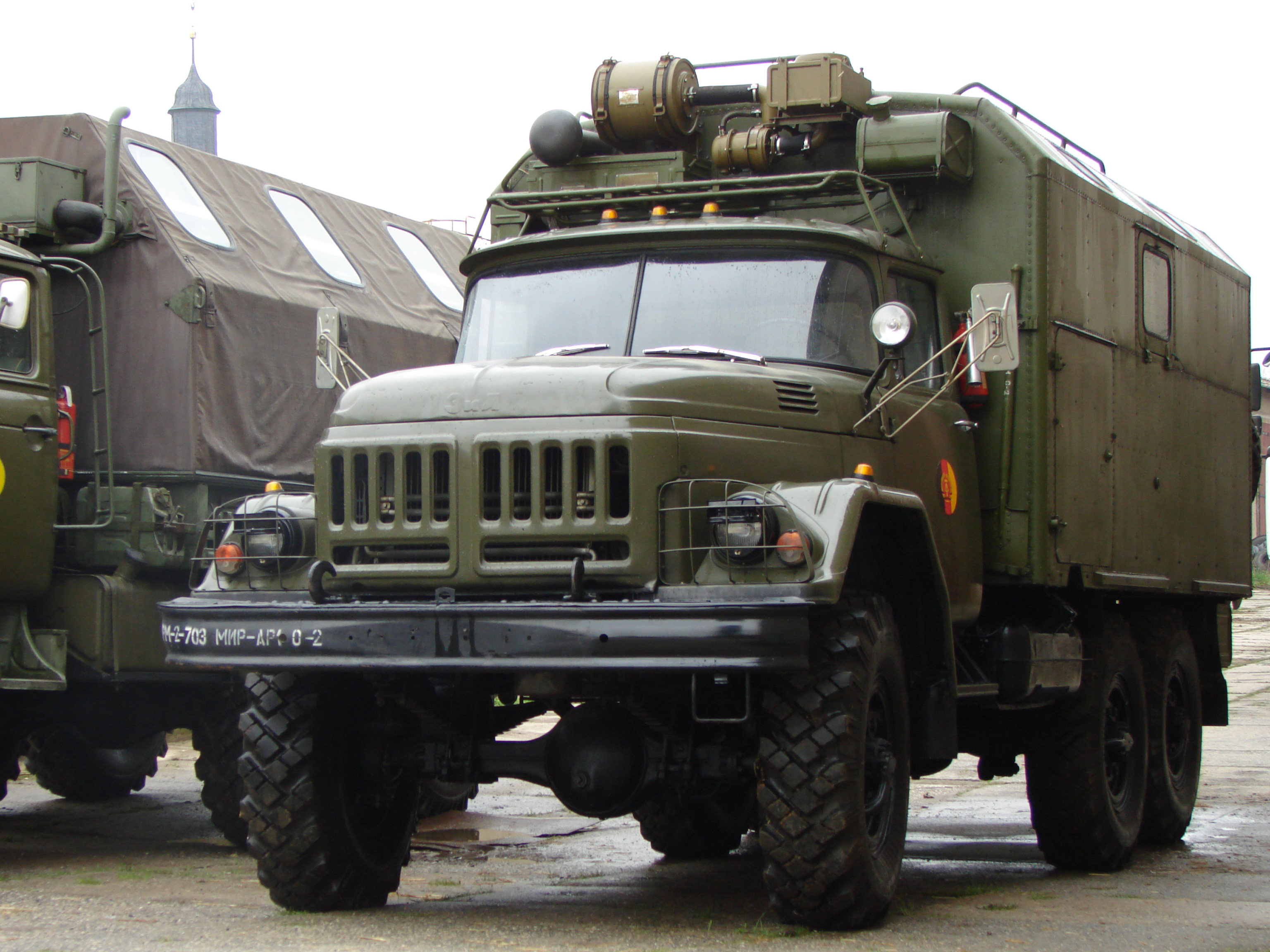
Zil-131 del Ejército Popular Nacional de la RDA, ahora en una colección privada.

- ZIL-131V (ЗИЛ-131В) - tractocamión[4]
- ZIL-131NV
- ZIL-131S
- ZIL-131NS
- ZIL-131AS
- ZIL-131NAS
- ZIL-131NVS